# Tiganophyton karasense
Tiganophyton karasense es una especie de planta perteneciente al orden Brassicales, única del género Tiganophyton y la familia Tiganophytaceae.

## Distribución
Es endémica de la región de Karas, en el sur de Namibia.